# Grupo RGT (FIA)
Grupo RGT (ou também Grupo R-GT) é uma designação atribuída pela Federação Internacional do Automóvel (FIA) no seu International Sporting Code (ISC), que denota os automóveis de gran turismo em ralis, como descrito no Apêndice J, artigo 256.
A regulamentação do Grupo RGT foi introduzida em 2011, mas desde 2014, a homologação desses modelos não é mais obrigatória. Ao invés disso, "passaportes técnicos" para veículos podem ser obtidos individualmente, o que deve incentivar a entrada de carros do Grupo RGT nos ralis da FIA.
Durante a temporada de 2015, os carros R-GT podem competir na Copa R-GT da FIA que ocorre em cinco provas em piso de tarmac do ERC e do WRC, começando com o Rali de Monte Carlo - 2015.

## Ligações Externas
- FIA - ISC - 2014 (em inglês)